# ドコモ for PC
ドコモ for PCは、NTTドコモの行うデータ通信。

## CM
2009年10月から、『鉄人28号』とコラボしたCMを放送を開始している。ネットCM版では、各都市での鉄人と金田正太郎の活躍を見ることができる。また、各地ドコモショップの広告でも登場人物の紹介などがされていた。

### 登場人物
金田正太郎（演：夕輝壽太）
かつての少年探偵。現在は百戦錬磨のビジネスマン。
立花真美（演：川口りさ）
正太郎の彼女として登場。
河越順一郎
正太郎の勤める会社の社長。フィギュア集めが趣味。『鉄人28号』の作者横山光輝の別作品『コメットさん』にも同名のキャラクターが登場。
草間大作
正太郎の勤める会社の部下。『鉄人28号』の作者横山光輝の別作品『ジャイアントロボ』にも同名のキャラクターが登場。
沢野公平
正太郎たちの恩師。現在は、金沢でレストランを経営している。『鉄人28号』の作者横山光輝の別作品『コメットさん』にも同名のキャラクターが登場。

### 登場メカ
鉄人28号
詳細は鉄人28号を参照。
ブラックオックス
詳細はブラックオックスを参照。

### 各話リスト
- 第1話 東京編「危うし、正太郎! 大容量データを受信せよ!」
- 第2話 大阪編「危うし、正太郎! 初デートを成功させろ!」
- 第3話 福岡編「危うし、正太郎! 飲み会を盛り上げろ!」
- 第4話 名古屋編「危うし、正太郎! 東海道新幹線でメールを受信せよ!」
- 第5話 札幌編「危うし、正太郎! 彼女のナビに注意せよ!」
- 第6話 広島編「危うし、正太郎! ネットオークションで落札せよ!」
- 第7話 仙台編「危うし、正太郎! 温泉街から写真を送信せよ!」
- 第8話 高松編「危うし、正太郎! ブログをすみやかに更新せよ!」
- 第9話 金沢編「危うし、正太郎! お祝いメールを先生に届けろ!」

### CMソング／イメージソング
鉄人28号の歌
菅野よう子によるアレンジ版。